# Bodo Schäfer

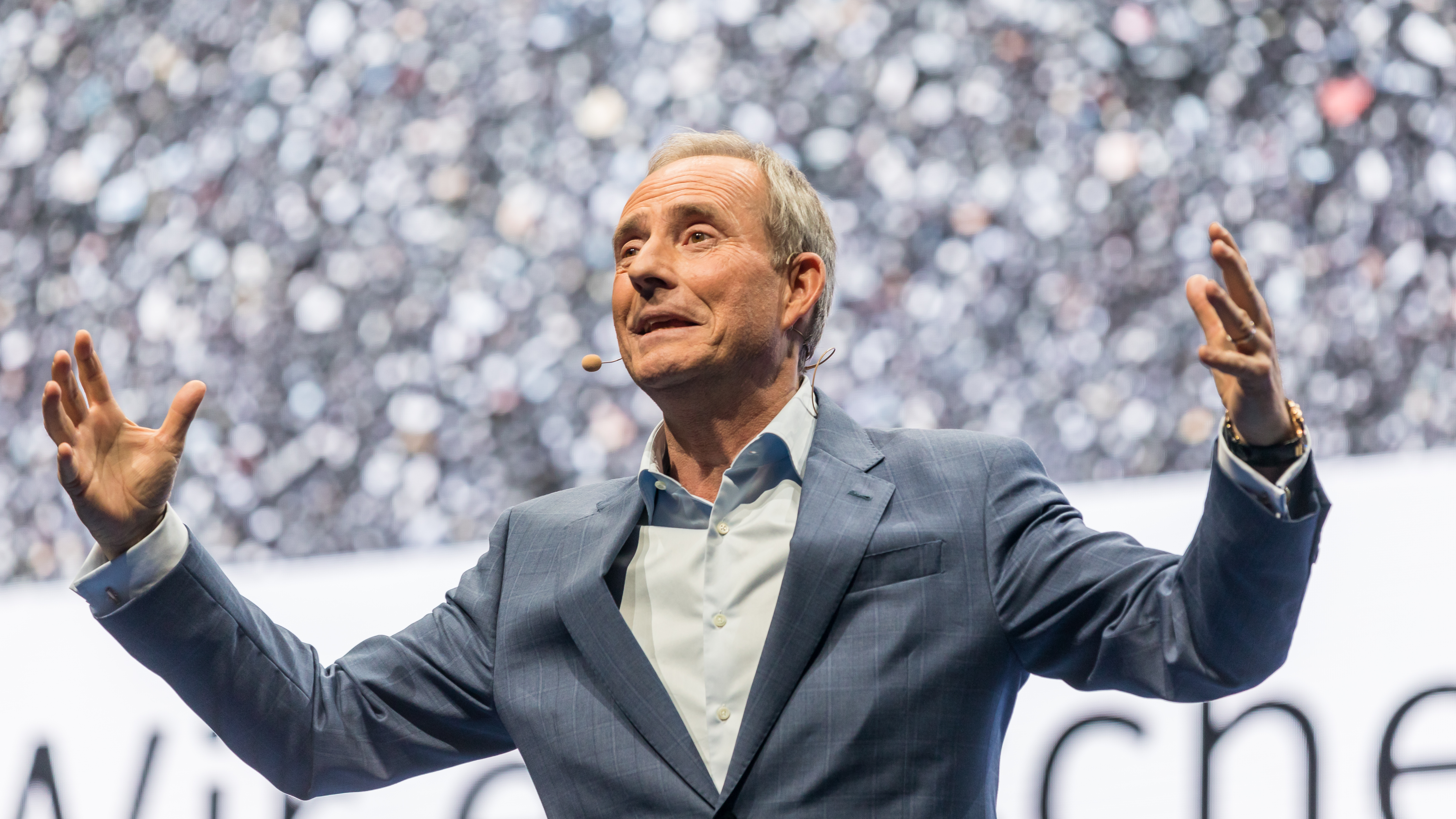
Bodo Schäfer, 2018

Bodo Schäfer (* 10. September 1960 in Köln) ist ein deutscher Autor, Redner und Unternehmer.

## Leben und Werk
Schäfer wuchs in Köln auf und besuchte eine Highschool in Kalifornien. Nach seiner Rückkehr begann er ein Jurastudium. Nachdem er mit 26 Jahren verschuldet war, gelang es ihm nach eigenen Angaben mit der Hilfe seines ersten Coaches innerhalb einiger Jahre, finanzielle Unabhängigkeit zu erreichen und mit etwa 30 Jahren von den Erträgen seines Geldes leben zu können. Von 1989 bis Dezember 1992 arbeitete er nach Angaben des ARD-Magazins Plusminus als Versicherungsvertreter der Hamburg Mannheimer-Versicherung.  Danach gründete er die Schäfer Finanz Coaching GmbH, die unter der späteren Firmierung FCM Finanz Coaching GmbH bis zum Februar 2000 bestand. Mitte 2000 folgte als nächste Gründung die fin.wis.media GmbH, seit April 2001 firmierend unter AHEAD Products GmbH, mit Schäfer als Alleingeschäftsführer. Die ebenfalls von Schäfer im Jahr 2000 gegründete Firma AHEAD Seminare & Coaching GmbH wurde 2007 aufgelöst, das Restvermögen vom Liquidator unter den Gesellschaftern verteilt. 2006 kam als Gründung (zusammen mit Bernd Reintgen) der Finanzvertrieb Reintgen & Schäfer invest GmbH hinzu. Im Jahr 2014 wurde der Geschäftsbetrieb dieses Unternehmens in die Bodo Schäfer Akademie GmbH überführt.
Schäfer begann Mitte der 1990er Jahre in Deutschland Bücher zu schreiben und Vortragsreihen zu halten. Nach den Thesen von Bodo Schäfer ist jeder für den Grad des Glücks und Wohlstands in seinem Leben selbst verantwortlich. Diese Selbstverantwortung beginne mit der Art und Weise, wie man über sich und die Welt denke. Dabei bezieht er sich auf eine Tradition von Autoren wie Seneca, Dale Carnegie, Anthony Robbins, Robert T. Kiyosaki oder Deepak Chopra. Um über Dinge anders denken zu können, müsse man seine Glaubenssätze ändern. Hierbei setzt Bodo Schäfer auf den parawissenschaftlichen Ansatz der Neurolinguistischen Programmierung. Mitte 2002 beendete Schäfer nach eigenen Angaben seine Tätigkeit als Vortragsredner zum Thema finanzielle Freiheit in Deutschland und weitete diese Aktivität nach Osteuropa aus, wo er u. a. in Moskau und Riga Vorträge hielt.
Schäfer ist vor allem als Coach, Trainer und Vortragsredner tätig.

## Stiftung
Im Jahr 2000 gründete Schäfer die gemeinnützige Stiftung “Kinder – unsere Zukunft” mit Sitz in Bergisch Gladbach. Vorstände sind Badma Baasansuren und Bodo Schäfer. Die Stiftung wurde am 10. Mai 2000 vom Innenministerium NRW anerkannt.
Ziel der Stiftung ist die Förderung der Ausbildung und Erziehung von Kindern und Jugendlichen, insbesondere Waisen. Die betroffenen Kinder und Jugendlichen bekommen Mentoren, die sie unterstützen und mit ihnen Ziele und Perspektiven erarbeiten. Zudem finanziert die Stiftung gemeinsam mit der Hilfsorganisation Deutsche Welthungerhilfe den Bau von Schulen und Ausbildungszentren in Afrika.

## Kritik
Kritisch wurde sein Auftritt in einer deutschen Fernsehsendung Harald Schmidt Show Mitte März 2000 verfolgt, bei der er den britischen Nebenwert yellowbubble.com empfahl, die später nach Insolvenz nur noch einen Kurswert von 1,5 Pennies hatte. Im August 2002 sagte Schäfer, er werde keine öffentlichen Aktientipps mehr geben.
Zudem wird von dem ARD-Magazin Plusminus aufgeführt, dass die Behauptung, er habe mit dem amerikanischen Ölmilliardär Daniel S. Peña eine Beratungsfirma gegründet, falsch sei. Schäfer habe im August 1996 lediglich sieben Wochen als dessen Übersetzer gearbeitet und sei danach von Peña entlassen worden.

## Werke (Auswahl)
- Der Weg zur finanziellen Freiheit. Campus Verlag, Frankfurt 1998, ISBN 3-423-34000-2.
- Ein Hund namens Money. Lentz 2000, ISBN 3-88010-482-4.
- Geld tut Frauen richtig gut. mvg, München 2000, ISBN 3-478-72640-9.
- Money oder Das 1x1 des Geldes. Droemer Knaur, München 2001, ISBN 3-426-77558-1.
- Endlich mehr verdienen. dtv, München 2004, ISBN 3-423-34115-7.
- Die Gesetze der Gewinner. dtv, München 2003, ISBN 3-423-34048-7
- Wohlstand ohne Stress. dtv, München 2005, ISBN 3-423-34167-X.
- Leading Simple. Gabal, 2007, ISBN 3-89749-707-7.
- Ihre erste Million in 7 Jahren. RSI Bookshop, 2008, ISBN 978-3-936135-28-2
- Rente oder Wohlstand. FinanzBuch Verlag, München 2016, ISBN 978-3-89879-973-7.
- Ich kann das. Eine Geschichte über die drei Worte, die unser Leben verändern. dtv Verlagsgesellschaft, 2021, ISBN 978-3423262934.